# Мовчан Олена Дмитрівна
Олена Дмитрівна Мовчан (17 серпня 1976, м. Миколаїв) — українська стрибунка на батуті, тренерка. Заслужений майстер спорту України. Триразова чемпіонка Всесвітніх ігор з неолімпійських видів спорту.

## Біографія
У 1995 закінчила Миколаївське вище училище фізичної культури, потім Миколаївський державний університет.
Спортом почала займатися з 7 років у спорткомплексі «Зоря» у тренера Г. І. Луговенко. Незабаром стала тренуватися під керівництвом заслужених тренерів України Володимира та Людмили Горжий.
Завершила виступи після чемпіонату України зі стрибків на батуті у лютому 2011 року.
Після закінчення спортивної кар'єри працює тренеркою зі стрибків на батуті в СК «Зоря», де починала власний шлях у спорті.
Удостоєна звання «Городянин року (Миколаїв)» у 2002 в номінації «Фізкультура і спорт».
Хобі — історична література та собака.

## Спортивні досягнення
У 1992 завоювала 1-е місце на першості Європи серед юніорів.
Найбільших успіхів Олена Мовчан домоглася в синхронних стрибках. У цій дисципліні вона чотириразова чемпіонка світу, володарка кубка світу, триразова переможниця Всесвітніх ігор (1997, 2001, 2009) та чотириразова — чемпіонатів Європи.
Разом з Оксаною Цигульовою брала участь у показових виступах на гала-концерті на Олімпійських іграх 2000.
В індивідуальних змаганнях стала другою на чемпіонаті Європи 2002 р., срібна призерка чемпіонату світу 2003 року, бронзова медалістка на чемпіонаті світу 2007 р. у Квебеці, багаторазова призерка кубків світу. На літніх Олімпійських іграх 2004 р. в Афінах Олена Мовчан була п'ятою, на Олімпіаді 2008 р. в Пекіні — четвертою, до бронзової медалі не вистачило трьох десятих бала.